# Pridraga: ratna sjećanja
Pridraga: ratna sjećanja je hrvatski dokumentarni film koji govori o velikosrpskoj agresiji na Hrvatsku.
Pretpremijera filma bila je u Zadru 21. studenoga 2015. godine.
Dokumentarac je nastajao pet godina. Dijeli se na četiri desetominutne sekvence kao točke razgraničenja u autorovoj kronološkoj konstrukciji. U filmu govore hrvatski branitelji, majke poginulih branitelja i preživjeli civili sudionici ratnih zbivanja u Donjoj Slivnici gdje je JNA 21. studenog 1991. godine u poslijepodnevnim satima ubila dijete Juru Gospića i hrvatskog branitelja Nikolu-Niku Čulinu dok su se povlačili iz Pridrage.
Redatelj je Luka Klapan, koji je poslije ovog snimio drugi dokumentarni film o Domovinskom ratu, Glas Medviđe.
Autorov opus do tada bilo je 16 kratkometražnih naslova, uglavnom dokumentarnih. Mnogi njegovi filmovi prikazani su na domaćim i svjetskim filmskim festivalima.
Na filmu su surađivali: Luca Čulina Mirkova, Ana Zubčić, Antula Čulina, Luca Čulina Dinkova, Stanko Čulina Medo, don Nikola Tokić, don Jure Zubović, Marko Jergan, Branko Kokić Suve i Ive Grubić.

## Vanjske poveznice
- YouTube Trailer